# Josef Gauchel
Josef „Jupp“ Gauchel (* 11. September 1916 in Koblenz-Neuendorf; † 21. März 1963 in Koblenz) war ein deutscher Fußballspieler, der von 1936 bis 1942 mit der deutschen Fußballnationalmannschaft 16 Länderspiele absolviert und dabei 13 Tore erzielt hat. 1938 nahm er an der 3. Fußball-Weltmeisterschaft in Frankreich teil.

## Laufbahn

### Verein, bis 1945
Mit seinem Verein TuS Neuendorf spielte Josef „Jupp“ Gauchel in der Gauliga Mittelrhein und während des Zweiten Weltkriegs in der Gauliga Moselland. Neuendorf gehörte nicht zu den Spitzenmannschaften in der Mittelrhein-Liga und der junge Angreifer pendelte deshalb beständig zwischen der Gau- und Bezirksliga hin und her. Mit seinem Verein feierte Gauchel die ersten Titelgewinne in der Gauliga Moselland 1942 und 1943, da war bereits seine Laufbahn in der Fußballnationalmannschaft beendet. Seine zwei Auftritte in der Endrunde um die deutsche Fußballmeisterschaft erlebte er am 2. Mai 1943 gegen Victoria 11 Köln und am 16. April 1944 gegen Schalke 04. Beide Spiele wurden verloren.
Von 1933/34 bis 1942/43 kam lediglich ein Vertreter aus der Gauliga Mittelrhein beziehungsweise Moselland in das Halbfinale – 1940/41 der VfL Köln 99 – um die deutsche Fußballmeisterschaft. Im Weltmeisterschaftsjahr 1938 spielte Gauchel mit TuS Neuendorf sogar mal wieder in der Bezirksliga. Seine Aufnahme und die Zugehörigkeit in die Fußballnationalmannschaft hat er ganz deutlich seiner persönlichen Leistung zu verdanken, er wurde nicht in die Auswahlmannschaft „reingetragen“ als Mitglied einer herausragenden deutschen Spitzenmannschaft.

### Nationalspieler, 1936 bis 1942
„Jupp“ Gauchel war ein athletischer, einsatzfreudiger, kopfballstarker, mit schnellem Antritt und einem harten Schuss ausgestatteter Stürmer. Reichstrainer Otto Nerz lud die Neuendorfer Stürmerhoffnung – er hatte bereits in zwei Gauauswahlspielen im Reichsbundpokal des Jahres 1935 für den Mittelrhein auf sich aufmerksam gemacht – im Mai 1936 zu Sichtungsspielen für die Olympischen Sommerspiele 1936 in Berlin gegen die englische Profimannschaft FC Everton ein. Vom 9. bis zum 24. Mai kam der Mann von Mosel und Rhein in vier harten Spielen gegen Everton in Hamburg, Duisburg, Frankfurt und Nürnberg zum Einsatz und konnte nicht nur durch zwei Tore überzeugen. Nerz lud ihn danach zum abschließenden dreiwöchigen Lehrgang im Juli ein und nominierte den noch 19-Jährigen ohne Länderspielerfahrung für das olympische Fußballturnier im August 1936 in Berlin.
Sein Debüt in der Nationalmannschaft feierte Gauchel am 4. August 1936 in Berlin beim Vorrundenspiel der Olympiade gegen Luxemburg. Er stürmte neben Elbern, Hohmann, Urban und Simetsreiter auf Halbrechts und erzielte beim 9:0 Kantersieg zwei Tore. Für den überzeugenden Debütanten war leider das Turnier vorbei, da er in dem mit 0:2 Toren verlorenen Zwischenrundenspiel gegen Norwegen durch Otto Siffling ersetzt wurde. Bevor Gauchel wieder in einem bedeutenden Länderspiel das Adler-Trikot tragen durfte, entstand die sogenannte Breslau-Elf am 16. Mai 1937 durch den 8:0-Erfolg gegen Dänemark. Seinen vierten Länderspieleinsatz hatte er am 29. August 1937 beim WM-Qualifikationsspiel in Königsberg gegen Estland. Mit zwei Treffern verhalf er der deutschen Mannschaft zu einem 4:1-Erfolg. Anstelle des verletzten Regisseurs Fritz Szepan setzte Sepp Herberger beim kurzfristig angesetzten „inoffiziellen Länderspiel“ am 3. April 1938 in Wien gegen Österreich Gauchel auf Halblinks ein. Nach dem Einmarsch deutscher Einheiten der Wehrmacht am 12. März 1938 in Österreich stellte das Spiel weit mehr an Bedeutung dar, als nur die eines üblichen Länderspiels, zumal ja auch die Fußballweltmeisterschaft bereits drei Monate später im Juni 1938 in Frankreich ausgetragen wurde.
Beim Jubiläumsländerspiel (150. Länderspiel des DFB) und letzten Länderspiel vor der WM am 14. Mai 1938 in Berlin gegen England trat Trainer Herberger fast komplett mit der „Breslau-Elf“ an, lediglich Gauchel für Siffling und Pesser für Urban nahm er neu in die Mannschaft. Beim 6:3-Erfolg der Engländer bekam die deutsche Abwehr den Angriff des „Lehrmeisters“ – Matthews, Robinson, Broome, Goulden, Bastin – einfach nicht in den Griff. Gauchel erzielte kurz vor dem Halbzeitpfiff den 2:4-Treffer. Unmittelbar nach dem Länderspiel wurden drei Trainingsspiele gegen Aston Villa durchgeführt. Beim einzigen Sieg dabei für die deutsche Mannschaft, am 18. Mai in Düsseldorf mit 2:1 Toren, bildeten Hahnemann, Gellesch, Gauchel, Szepan und Pesser den Angriff. Gauchel und Pesser waren die Torschützen der Herberger-Elf. Eine Woche nach der deutlichen 3:6-Heimniederlage der deutschen Elf gegen England besiegte der WM-Vorrundengegner Schweiz – angeführt von Spielführer Severino Minelli und dem „zurückhängenden“ Mittelstürmer Alfred Bickel – am 21. Mai in Zürich die Briten mit 2:1 Toren und sorgte damit für zusätzliche Unruhe in den deutschen Reihen. Gauchel bestritt am 4. Juni beim WM-Vorrundenspiel gegen die Eidgenossen sein siebtes Länderspiel. In der 29. Minute verwandelte er eine flache Hereingabe von Linksaußen Pesser zur 1:0-Führung. Das Spiel endete 1:1 nach Verlängerung und das Wiederholungsspiel wurde am 9. Juni ausgetragen. Bei der 2:4-Niederlage gegen die Schweiz und dem Ausscheiden aus dem weiteren WM-Turnier verzichtete Herberger auf Gauchel.
Im ersten Länderspiel nach der Weltmeisterschaft 1938, am 18. September 1938 in Chemnitz gegen Polen, deutete der Mann aus Neuendorf mit seinen drei Treffern beim deutschen 4:1-Erfolg an, wie wertvoll er für die Nationalmannschaft sein konnte. Ein sportlicher Höhepunkt wurde das zehnte Länderspiel für Gauchel. Am 26. März 1939 forderte die deutsche Elf den amtierenden Weltmeister Italien in Florenz heraus. Im Angriff setzte Trainer Herberger dabei auf Lehner, Hahnemann, Gauchel, Schön und Pesser. Die Duelle mit Mittelläufer Miguel Andreolo und dem Verteidigerpaar Alfredo Foni und Pietro Rava zeigten dem Neuendorfer Sturmführer auf, wie die echte Weltklasse zu Werke ging. Italien gewann das Spiel mit 3:2 Toren.
Mit seinem 16. Länderspiel am 19. Juli 1942 in Sofia gegen Bulgarien endete die internationale Karriere von „Jupp“ Gauchel. Mit der Angriffsformation Herbert Burdenski, Karl Decker, Fritz Walter, Gauchel und Willi Arlt wurde das Spiel mit 3:0 Toren gewonnen. Er gehörte nochmals dem letzten DFB-Lehrgang im Februar 1943 an, wozu auch am 14. Februar ein Trainingsspiel gegen Hessen-Nassau gehörte. Danach war es durch die Umstände des fortgeschrittenen Zweiten Weltkrieges auch nicht mehr für Reichstrainer Herberger möglich, seine Nationalspieler zu Lehrgängen freigestellt zu bekommen.
Neben den Berufungen in die Fußballnationalmannschaft hat „Jupp“ Gauchel in der Gauauswahl des Mittelrheins im Reichsbundpokal von 1935 bis 1939 zwölf Spiele absolviert und sieben Tore erzielt.

### Spielertrainer, 1946 bis 1954
Als nach dem Zweiten Weltkrieg der Fußball wieder zum Rollen kam, war der Ex-Nationalspieler ab dem Spieljahr 1946/47 als Spielertrainer bei seinem Heimatverein TuS Neuendorf tätig. Am 30. Juni 1946 war er im Repräsentativspiel in Köln für Westdeutschland gegen die Südauswahl im Angriff aktiv. Die blau-schwarzen aus Neuendorf zogen 1948 und 1950 in die Endrunden um die deutsche Fußballmeisterschaft ein und errangen in den Jahren 1952 und 1953 die Vizemeisterschaft in der Fußball-Oberliga Südwest. Nach dem Sieg im Finalspiel am 20. Juni 1953 im südwestdeutschen Pokal gegen Eintracht Trier setzte sich die Gauchel-Mannschaft in der ersten DFB-Pokalhauptrunde 1954 am 2. August 1953 vor 20.000 Zuschauern im Oberwerth-Stadion mit 2:1 Toren gegen den 1. FC Nürnberg durch – Gauchel spielte auf Halblinks – und stand damit im Halbfinale. Gegner war der VfB Stuttgart. Am 13. Dezember endete das Spiel in Stuttgart nach Verlängerung 2:2-Unentschieden. Das Wiederholungsspiel wurde am 24. März 1954 erneut in Stuttgart ausgetragen und da setzte sich die Mannschaft von Trainer Georg Wurzer gegen die Elf von Spielertrainer Gauchel mit 2:0 Toren durch. In beiden Halbfinalspielen hatte der Alt-Nationalspieler im Angriff seiner Mannschaft mitgewirkt. Der VfB holte sich drei Wochen später mit einem 1:0 nach Verlängerung gegen den 1. FC Köln den DFB-Pokal 1953/54.
Sein letztes Oberligaspiel absolvierte „Jupp“ Gauchel am 21. März 1954 bei der 2:7-Auswärtsniederlage beim Tabellenführer FK Pirmasens. Nach 100 Oberligaspielen mit 63 Toren beendete der 37-Jährige 1954 seine Spielerlaufbahn und legte erfolgreich die Prüfung zum Fußball-Lehrer ab.

## Trainer
Rudi Gutendorf erinnert sich in Werner Skrentnys Buch über die Südwest Oberliga mit folgenden Worten an den Spieler und Trainer „Jupp“ Gauchel:

„Der damalige Reichstrainer Professor Nerz und sein Assistent Sepp Herberger beriefen 1936 mein Vorbild, den Neuendorfer Jupp Gauchel, in die Nationalmannschaft. […] Als Jupp Gauchel für die Nationalelf nominiert wurde, war ich zehn Jahre alt, und seine Berufung hatte großen Einfluß auf meinen Lebensweg. […] Als ich 16 Jahre alt wurde, nahm ich am Training der 1. Mannschaft teil. Einige Monate später durfte ich zum erstenmal, bedingt durch die damalige Kriegszeit, in der laufend Spieler zur Front abgestellt wurden, an einem großen Spiel im Koblenzer Stadion teilnehmen. Ich kann nicht mit Worten wiedergeben, welche Aufregung mich gepackt hat, als ich mit Nationalspieler Gauchel, der neben mir auf der halbrechten Position spielte, ins Stadion, wo fast 15.000 Zuschauer waren, einlief. […] Es war für mich besonders wertvoll, und dies dürfte es für jeden Aktiven in seinen ersten Spielen sein, dass ich neben einem verständnisvollen Kameraden wie Jupp Gauchel spielen konnte, der die Fehler, die man unweigerlich als Anfänger macht, durch seine Erfahrung und sein Können aufhebt und einem Bälle ‚serviert’, die er ebenso gut als seinen Erfolg hätte buchen können. […] Durch regelmäßiges Training unter Jupp Gauchel hatten wir nach dem Zweiten Weltkrieg große Erfolge zu verzeichnen. Gauchel machte im Training alles genauso, wie es ihm in der Nationalmannschaft vermittelt worden war. Ich war fest davon überzeugt, dass es das beste Training war, machte mir Notizen und kritzelte Skizzen in ein blaues Groschenschulheftchen, das ich heute noch wie eine Reliquie aufbewahre. Eine Trainingsform von Gauchel benutze ich, da sie unübertroffen ist, bis heute noch: Acht gegen acht, quer über den Platz, ohne Tore. Wenn der Gegner in Ballbesitz ist, deckt jeder seinen persönlichen Gegenspieler, klebt an ihm wie eine Briefmarke. Hat die eigene Mannschaft den Ball, muß er sich blitzartig von seinem persönlichen Gegner lösen, damit er angespielt werden kann. Gutes und hartes Training mit einer ausstrahlungskräftigen Persönlichkeit wie Gauchel als Trainer konnte Unglaubliches bewegen.“

In der Saison 1955/56 trainierte Gauchel in der Oberliga Südwest den FV Engers um dann bei seinem Verein, TuS Neuendorf, von 1957 bis 1959 das Traineramt auszuüben. Die Verbindung zwischen Gauchel und TuS Neuendorf endete mit einem schweren Zerwürfnis. Nachdem der Verein und der Vorsitzende wegen Führung einer „schwarzen Kasse“ vom Fußballverband bestraft worden waren, schloss man den vermeintlichen Hinweisgeber wegen „vereinsschädigenden Verhaltens“ aus dem Klub aus.

## Beruf
Lange Jahre arbeitete Jupp Gauchel als Angestellter in einer Weinfirma, ehe er später in der Fernwettstelle Rhein des Sporttoto Rheinland-Pfalz sein Auskommen hatte. Er starb Ende März 1963 an den Folgen eines Herzinfarkts.

## Ehrungen
In Koblenz-Oberwerth erinnert die „Jupp-Gauchel-Straße“, an der das Stadion Oberwerth liegt, an einen der besten Fußballer der Vereins- beziehungsweise Stadtgeschichte.